# جبه (عربستان)
جبه (به عربی: جبة) یک منطقهٔ مسکونی در عربستان سعودی است که در استان حائل واقع شده‌است. جبه ۲۰٬۰۰۰ نفر جمعیت دارد.